# Euston (Australie)
Pour les articles homonymes, voir Euston.
Euston est un village australien situé dans la zone d'administration locale du comté de Balranald en Nouvelle-Galles du Sud.

## Géographie
Euston est situé au bord d'une boucle du Murray dans la région de la Riverina au sud-ouest de la Nouvelle-Galles du Sud, à 940 km de Sydney. La ville de Robinvale est située juste de l'autre côté du fleuve mais se trouve dans l'État de Victoria.
Ancien port sur le Murray, Euston dispose d'un pont pour traverser le fleuve.

## Démographie
La population s'élevait à 510 habitants en 2016. Comme sa voisine Robinvale, Euston possède une large fraction de sa population d'origine calabraise, en Italie.